# 訃報 1976年12月
訃報 1976年12月（ふほう 1976ねん12がつ）では、1976年（昭和51年）12月中に物故した、又は物故が報じられた人物についてまとめる。

トミー・ボーリン / 12月4日没

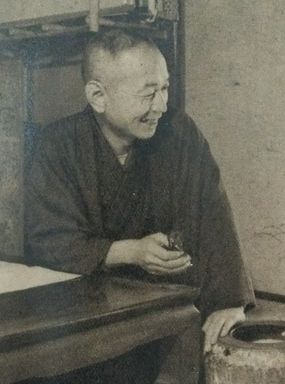
五代目古今亭今輔 / 12月10日没

## （1日 - 15日）
- 12月1日 - 天野修一、発明家・実業家（* 1890年）
- 12月1日 - 山田積善、法律家・詩吟家（* 1897年）
- 12月2日 - 椎野英之、映画プロデューサー・実業家（* 1924年）
- 12月3日 - 小山鞆絵、哲学者・ヘーゲル哲学の研究者（* 1884年）
- 12月4日 - ベンジャミン・ブリテン、作曲家（* 1913年）
- 12月4日 - トミー・ボーリン、ミュージシャン（ディープ・パープル）（* 1951年）
- 12月4日 - 大井廣介、文芸評論家（* 1912年）
- 12月5日 - 久山秀子、探偵小説家（* 1896年）
- 12月7日 - 徳田浄、国文学者・国語学者（* 1896年）
- 12月7日 - 久保田収、歴史学者（* 1910年）
- 12月8日 - ジョアン・グラール、ブラジルの政治家（* 1919年）
- 12月9日 - ウェス・フェレル、メジャーリーガー（* 1908年）
- 12月9日 - 大谷敬二郎、陸軍軍人（* 1897年）
- 12月10日 - 黒田泰治、武術家（* 1897年）
- 12月10日 - 古今亭今輔 (5代目)、落語家（* 1898年）
- 12月11日 - エルミア・デ・ホーリー、贋作画家（* 1906年）
- 12月12日 - 湊邦三、作家（* 1898年）
- 12月15日 - グレゴイール・カイバンダ、ルワンダの政治家（* 1924年）

## （16日 - 31日）
- 12月16日 - 平岡梓、農商務官僚・平岡定太郎の長男・三島由紀夫の父（* 1894年）
- 12月16日 - 安藤信昭、華族（子爵）・貴族院議員（* 1890年）
- 12月16日 - 坂田啓造、政治家（* 1900年）
- 12月17日 - フィリップ・ヘンリー・キューネン、地質学者（* 1902年）
- 12月17日 - 森昭、教育学者・教育哲学者・文学博士（* 1915年）
- 12月19日 - 渡部経彦、経済学者（* 1926年）
- 12月20日 - 川越守二、陸軍軍人（* 1895年）
- 12月22日 - 水田三喜男、政治家（* 1905年）
- 12月23日 - 大宮敏光、コメディアン（* 1913年）
- 12月28日 - フレディ・キング、ブルースギタリスト（* 1934年）
- 12月28日 - 伊波南哲、詩人・作家（* 1902年）